# Wroniny
Wroniny – osada leśna w Polsce położona w województwie wielkopolskim, w powiecie gostyńskim, w gminie Borek Wielkopolski.
W latach 1975–1998 miejscowość administracyjnie należała do województwa leszczyńskiego.